# Société des aéroports du Bénin
La société des aéroports du Bénin (SAB-SA) est une société anonyme unipersonnelle béninoise chargée d'assurer entre autres la gestion des aéroports en République du Bénin. Elle est administrée par un conseil d’administration sous la direction d'un président et d'un directeur général.  Ses activités sont encadrées par les actes uniformes de l’OHADA sur les sociétés commerciales et le groupement d’intérêt économique. Son siège social est à Cotonou,.

## Historique
La SAB-SA est créée par Décret N° 2018-419-bis du 12 septembre 2018 portant approbation des statuts de la Société des Aéroports du Bénin.

## Attributions
La société des aéroports du Bénin a pour vocation principale la réalisation, la mise en place, l'exploitation et l'expansion d'infrastructures aéroportuaires, la gestion globale des activités aéronautiques nationales, le développement d'activités industrielles ou de services dans le domaine aéroportuaire, la valorisation de ses actifs mobiliers et immobiliers, l'acquisition, l'exploitation ou la cession de procédés et brevets associés à ses activités, la participation à des opérations connexes et complémentaires, ainsi que la conduite de toutes opérations industrielles, commerciales, économiques et financières alignées avec ses objectifs,,,,,,,.